# Józef Lipski
Józef Lipski (Ostrów Wielkopolski, 5 giugno 1894 – Washington, 1º novembre 1958) è stato un diplomatico polacco, ambasciatore polacco nella Germania nazista tra il 1934 e il 1939. Lipski rivestì un ruolo chiave nei giorni immediatamente precedenti la seconda guerra mondiale.

## Biografia
Nominato ambasciatore in Germania, fu tra gli artefici del patto di non aggressione tedesco-polacco del 1934, che temporaneamente servì a creare un clima di distensione fra i due paesi.
Durante la seconda guerra mondiale Lipski fu un volontario delle truppe polacche in Francia. Nel 1951 si rifugiò negli Stati Uniti e fece parte del governo polacco in esilio.